# Trachemys scripta scripta
Żółw żółtobrzuchy, żółw żółtouchy (Trachemys scripta scripta) – podgatunek żółwia ozdobnego (Trachemys scripta) z podrzędu żółwi skrytoszyjnych z rodziny żółwi błotnych (Emydidae).
OpisPodgatunek ten charakteryzuje się jasnożółtą pionową pręgą za okiem oraz typowo żółtym plastronem z małą ilością ciemnych akcentów. Karapaks jest oliwkowozielony, odznaczający się wyraźnymi pomarańczowo-czerwonymi motywami kolorystycznymi u młodych osobników, a ciemniejącymi nawet do czarnego z wiekiem. Oznakowania na głowie, nogach i ogonie w postaci żółtych pasów są węższe niż u innych podgatunków i występują w mniejszej ilości.
RozmiaryDorosłe osobniki osiągają rozmiar dochodzący do 30,9 centymetra długości karapaksu u samic i 24,9 cm u samców.
BiotopStawy, jeziora, bagna.
RozmnażanieSamica składa 6–10 jaj, których inkubacja trwa 2–3 miesiące, w naturze młode zimują w komorze lęgowej.
WystępowanieWschodnie i południowo-wschodnie USA – stany Alabama, Floryda, Georgia, Mississippi, Karolina Północna, Karolina Południowa, Wirginia.
OchronaPodgatunek uznany za inwazyjny na terenie Polski. Ujęty w rozporządzeniu Ministra Środowiska z dnia 9 września 2011 r. w sprawie listy roślin i zwierząt gatunków obcych, które w przypadku uwolnienia do środowiska przyrodniczego mogą zagrozić gatunkom rodzimym lub siedliskom przyrodniczym. W związku z tym, wwiezienie do Polski żółwia z tego gatunku wymaga zgody Generalnego Dyrektora Ochrony Środowiska, natomiast przetrzymywanie, hodowla, rozmnażanie, oferowanie do sprzedaży i zbywanie wymaga zgody Regionalnego Dyrektora Ochrony Środowiska (art. 120).